# Зорино (Ярославская область)
Зорино (на топокарте Зорина) — деревня в Благовещенском сельском поселении Большесельского района Ярославской области.
На плане Генерального межевания Рыбинского уезда 1798 года деревня не указана.

## Население
По данным статистического сборника «Сельские населенные пункты Ярославской области на 1 января 2007 года», в деревне Зорино проживает 3 человека.

## География
Деревня расположена на севере района, на небольшом удалении от левого берега реки Черёмухи, протекающей с северо-востока от деревни. Здесь Черёмуха меняет направление течения с западного на северное. Деревня стоит на левом берегу безымянного ручья, протекающего с юго-востока от деревни. Этот ручей, левый приток Черёмухи спрямлён мелиоративными работами. На противоположном берегу ручья, напротив Зорино, стоит деревня Власово. Южнее Зорино по левому берегу Черёмухи проходит дорога из Нового Гостилово на  Головинское и далее на Рыбинск, связывающая многие населённые пункты на Черёмухе. На этой дороге стоит деревня Большое Семенково, удалённая от Зорино примерно на 1 км к юго-западу. На расстоянии около 1,5 км к северу от Зорино на берегу Черёмухи стоит деревня Старухино. Деревня стоит на восточной окраине обширного поля, протянувшегося примерно на 5 км к западу, на 2,5 км к северу и 1,5 км к югу, на котором находится множество деревень Чудиновского сельского округа.